# 6860 Sims
A 6860 Sims (ideiglenes jelöléssel 1991 CS1) a Naprendszer kisbolygóövében található aszteroida. Satoru Otomo és Muramacu Oszamu fedezte fel 1991. február 11-én.